# Stefán Kristjánsson
Stefán Kristjánsson (8 december 1982 - 28 februari 2018) was een IJslands pokerspeler en schaker met FIDE-rating 2447 in 2017. Hij was vanaf 2011 een grootmeester (GM). 
In augustus 2005 speelde hij mee in het toernooi om het individuele kampioenschap van IJsland en eindigde met 8½ uit 11 op de tweede plaats. 
In 2000, 2002, 2004, 2006 en 2008 speelde hij met het IJslandse team op de Schaakolympiade; hij behaalde 23 pt. uit 41 partijen. 
In 2004, 2005, 2006, 2007 en 2011 nam hij als lid van een IJslands team deel aan de Europese schaakkampioenschappen voor clubteams, hij behaalde 20½ pt. uit 35 partijen; in 2011 nam hij als lid van Bolungarvik Chess Club deel aan deze kampioenschappen; het team eindigde als veertiende. 
In 2013 won hij met de schaakvereniging Viking Chess Club het teamkampioenschap van IJsland.
Hij overleed op 35-jarige leeftijd.

## Externe koppelingen
- (en)   Informatie over schaakpartijen van Stefán Kristjánsson op ChessGames.com
- (en)   Informatie over schaakpartijen van Stefán Kristjánsson op 365chess.com
- (en)  FIDE-ratinggegevens voor Stefán Kristjánsson